# Elena Magoia
Elena Magoia (Torino, 17 maggio 1934 – Roma, 9 agosto 2024) è stata un'attrice e doppiatrice italiana.

## Biografia
Nata a Torino il 17 maggio 1934, lavorò nel capoluogo piemontese dal 1955 al 1970 in teatro, radio, televisione e cinema: per il Teatro Stabile di Torino interpretò personaggi di rilievo come caratterista in lavori di Anton Čechov, Giuseppe Dessì, Luigi Pirandello, Alberto Perrini, Bertolt Brecht, Dario Fo, per le regie di Gianfranco De Bosio, Giacomo Colli e Dario Fo. Nel 1960 si sposò con Aldo Zargani con il quale rimase legata fino alla morte di lui nel 2020.
Fra i fondatori del Teatro delle Dieci, interpretò personaggi come protagonista, in lavori di Ionesco, Arrabal, Brendan Bean, Beckett, Vian, Genet, Sciascia, Perrini, Alfieri, Goldoni, Primo Levi, Allione, Brofferio, come cantante e attrice nel canzoniere piemontese e nelle opere dialettali di Giovan Giorgio Alione, per la regia di Massimo Scaglione.
Trasferitasi in seguito a Roma, interpretò dal 1970 al 1982 diverse protagoniste in teatro, cinema, televisione e radio. Con la Compagnia dell'Atto interpretò le opere di Gilroy, Camus, Bulgakov e Pirandello.
Nel teatro Beat 74 interpretò opere di Musil, per la regia di Ida Bassignano. Con la Cooperativa Politecnico interpretò le opere di Brecht, Maraini e numerose altre per la regia di Giancarlo Sammartano. A Viterbo recitò in due commedie in latino per la regia di Giandomenico Curi. Interpretò anche una stagione al Piccolo Eliseo con Spaccesi. Per il Teatro Stabile di Roma recitò in un lavoro di Shaw, per la regia di Luigi Squarzina.
Morì a Roma il 9 agosto 2024 all'età di 90 anni.

## Filmografia
- I 4 tassisti, regia di Giorgio Bianchi (1963)
- E cominciò il viaggio nella vertigine, regia di Toni De Gregorio (1974)
- Febbre da cavallo, regia di Steno (1976)
- Nostalghia, regia di Andrej Tarkovskij (1983)
- Ginger e Fred, regia di Federico Fellini (1986)
- Sulle ali della follia, regia di Antonio Baiocco (1989)
- Cattive inclinazioni, regia di Pierfrancesco Campanella (2003)
- R.I.S. 4 - Delitti imperfetti, regia di Pier Belloni - serie TV, episodio 4x09 (2008)

## Doppiaggio

### Film
- Anton Cogen in Mega Mindy
- Patricia Hayes in Un pesce di nome Wanda
- Helen Hanft in La vedova americana
- Norma Miller in Captiva Island
- Liz Smith in La fabbrica di cioccolato

### Animazione
- Cloto in Hercules
- Padrona di Ciuchino in Shrek
- Nonna in Porco Rosso
- Strega del mare in Braccio di Ferro
- Ingrid e Ermenrich in Nils Holgersson[2]
- Strega Garla in Golion
- Spirito del latte in L'uccellino azzurro